# Římskokatolická farnost Březník
Římskokatolická farnost Březník je územní společenství římských katolíků v Březníku, s farním kostelem Nanebevzetí Panny Marie.

## Území farnosti
Do farnosti náleží území těchto obcí:
- Březník s kostelem Nanebevzetí Panny Marie,
- Kuroslepy.

## Historie farnosti
První zmínka o obci se nachází v Moravském zemském archivu v Brně a je z roku 1237, v tu dobu svědčil Záviš z Březníka na listině krále Václava I. vydané pro kostel svatého Petra v Brně. Březník více než 200 let patřil k majetkům pánů Březnických z Náchoda, později pak patřila pánům z Lamberka.
Farní kostel byl vystavěný ve dvou časově blízkých etapách dvanáctého století. Nejprve bylo zbudováno kněžiště s plochostropou lodí, pak byla přistavěna věž pravděpodobně s dřevěnou zvonicí.
Ve druhé polovině 15. století bylo kněžiště zbořeno a vznikla příčná loď s novým kněžištěm a sakristií. Po třicetileté válce byla loď zaklenuta. Poslední stavební úpravy pocházejí z konce 18. století. 

## Duchovní správci
Od srpna 2012 je administrátorem excurrendo R. D. Josef Požár, farář z jinošovské farnosti.
Mezi roky 1941 a 1946 ve farnosti sloužil Arnold Schneider.

## Bohoslužby
| Kostel                  | Místo   | Bohoslužba (den) | Hodina     | Poznámka     |
| ----------------------- | ------- | ---------------- | ---------- | ------------ |
| Nanebevzetí Panny Marie | Březník | neděle čtvrtek   | 9.30 16.30 | farní kostel |

## Aktivity farnosti
Dnem vzájemných modliteb farností za bohoslovce a bohoslovců za farnosti brněnské diecéze je 21. leden. Adorační den připadá na 21. února.
Ve farnosti se pravidelně koná tříkrálová sbírka. V roce 2017 činil její výtěžek v Březníku 25 150 korun.